# Evànguelos Damaskos
Evànguelos Damaskos (en grec: Ευάγγελος Δαμάσκος) fou un atleta grec que va prendre part en els Jocs Olímpics de 1896 a Atenes.
Damaskos va participar en la prova de salt amb perxa, empatant en la tercera plaça amb el seu compatriota Ioannis Theodorópulos amb una alçada superada de 2m 60cm.